# Округ Ландсхут
Округ Ландсхут је округ у немачкој држави Баварска. Припада регији Доња Баварска. Територија округа са свих страна окружује град Ландсхут, где је и седиште управе округа (сам град је посебна административна јединица). Кроз округ протиче рака Изар. 
Површина округа је 1 348,07 км². Крајем 2008. имао је 148.513 становника који живе у 35 насеља. 